# 統治権
統治権（とうちけん、英語: the right to govern）とは、国際法や国内法で有する国土や国民など国家を治める権利のことである。国権とも言う。国家の最高権力と言える。国内でどのように発動されるかによって、政治体制の種別がなされる。

## 概要
3つの性質の権利に分けられる。
- 領土高権（Gebietshoheit）　国土に対する権力
- 対人高権（Personalhoheit）　国民に対する権力
- 自主組織権（Organisationshoheit）　国家の組織を自ら法によって定める権利

## 定義
司法権、立法権、行政権を総称して統治権とも言われる。大日本帝国憲法において統治権は国のものであって、天皇が総攬するとされていた。大日本帝国憲法第4条は、天皇を立法司法行政の三種に分立された国の統治権の総攬者と定め、その天皇が憲法に従うことを規定していた。

## 語源
日本語の「統治権」はドイツ憲法学の影響を受け、講学上"Herrschaftsrechte"。の訳語として案出された。
井上毅草案で「之ヲ治（しら）ス」という古事記由来の日本的な統治概念が提案されたものを漢語で表現した結果「統治権」という言葉が生まれたとし、伊藤博文と井上毅は「主権者」という概念を嫌い「統治（シラス）権の総覧者として日本独自の文化に依拠した天皇大権を表現した日本の憲法学のオリジナル概念とされる。